# 九龙攒珠
九龙攒珠是巢湖北岸对当地明初移民村落的内部形态的一种形象称呼。明朝初年，伴随着大规模的洪武大移民运动，大量的江西、徽州移民从水路沿长江进入巢湖流域，在巢湖北岸黄麓、肥东一带繁衍生息。村落的布局经过了整体的规划，使移民村落在空间上形成了整齐的网格状的排列分布。村落内部构造十分严密，巷道四通八达，排水管网依沿巷而建，都汇集通往村落中心区域的水塘。这种村落构造被当地人形象地称为“九龙攒珠”，口口相传，流传至今。村落内的旧式建筑多为赣派风格，但如今多已不存，仅洪家疃等少数村落仍然可见，唯有九龙攒珠的建筑格局得以保留。